# Misinto
Misinto (lombardul: Misint, brianzai nyelvjárásban: Misent) település Olaszországban, Lombardia régióban, Monza e Brianza megyében. Lakosainak száma 5682 fő (2023. január 1.). Misinto Lazzate, Lentate sul Seveso, Rovello Porro, Cogliate és Rovellasca községekkel határos.

## Terület földrajza
A Groane Park északi részén található, amely egy regionális jelentőségű erdő, amely a környék számos települése között terül el. Misinto a Pó-völgy legmagasabb részén található, félúton Milánó és Como között. A főbb szolgáltatásokkal általában Saronnóhoz fordulunk, amely Varese tartományban található.
A legközelebbi folyó a Seveso, amely Lentate-en halad át, és a Lura-patak, amely Rovellascán folyik át. A város túlnyomórészt sík, a központ kissé megemelkedett. Délről és nyugatról megművelt mezők veszik körül, keletről pedig a Groane Parkkal kommunikál. Északon Lazzate községgel határos
Misinto légvonalban 17 km-re van Monzától, körülbelül 24 km-re Milánótól és 16 km-re Comótól.

## Népesség
A település lakossága az elmúlt években az alábbi módon változott:
| Lakosok száma | 5394 | 5530 | 5576 | 5682 |
|               | 2013 | 2017 | 2018 | 2023 |